# Juan Carlos Zabala
Juan Carlos Zabala (Rosário, 11 de outubro de 1911 – Buenos Aires, 24 de janeiro de 1983) foi um atleta argentino, campeão olímpico da maratona dos Jogos Olímpicos de 1932 em Los Angeles. Ele foi o primeiro sul-americano a conquistar uma medalha de ouro no atletismo em Olimpíadas e é até hoje o mais jovem vencedor da maratona olímpica.

## Biografia
Zabala ficou órfão ainda criança. Sua infância é envolta em mistério mas provavelmente vivia pelas ruas de Buenos Aires até ser trazido pela polícia até a Colônia Gutierrez, um local de abrigo e instrução a crianças órfãs ou desfavorecidas a 50 km de Buenos Aires.
Sob a direção de José Amatuzzo, que anos 1920 decidiu fazer daquela instituição um lugar mais humano para os jovens que ali chegavam, o esporte se tornou uma das principais atividades do local, com até uma pista de atletismo sendo construída em seu interior em 1925. Foi nela que Zabala deu seus primeiros passos no atletismo. Antes de se dedicar a este esporte, ele jogava futebol, basquete e praticava natação, até seu talento para as corridas ser descoberto em 1927 por um professor de educação física que havia sido contratado para trabalhar ali, o austríaco  Alexander Stirling, um especialista em salto em altura e salto em distância.
Mesmo sendo um especialista em saltos, foi Sterling o tutor de Zabala nas corridas, em quem o austríaco descobriu um grande talento desde o início. Sob sua direção, Zabala foi campeão argentino dos 3000 m e dos 5000 m em 1929 e 1930. Em 1931 ele quebrou o recorde sul-americano dos 10.000 m em Buenos Aires, com o tempo de 31:19. Este resultado fez com que Stirling acreditasse que Zabala estivesse pronto para coisas maiores e no segundo semestre do ano embarcou com o pupilo para a Europa.
Em Berlim, em sua primeira prova dos 10000 m, Zabala competiu contra o grande campeão finlandês Paavo Nurmi, que venceu a corrida com Zabala em terceiro. Em outubro ele estabeleceu uma nova marca mundial para os 30.000 m em Viena e dezoito dias depois estreou na maratona, em Košice, na Tchecoslováquia, vencendo em 2:33:19, a melhor marca do mundo para a maratona naquele ano.

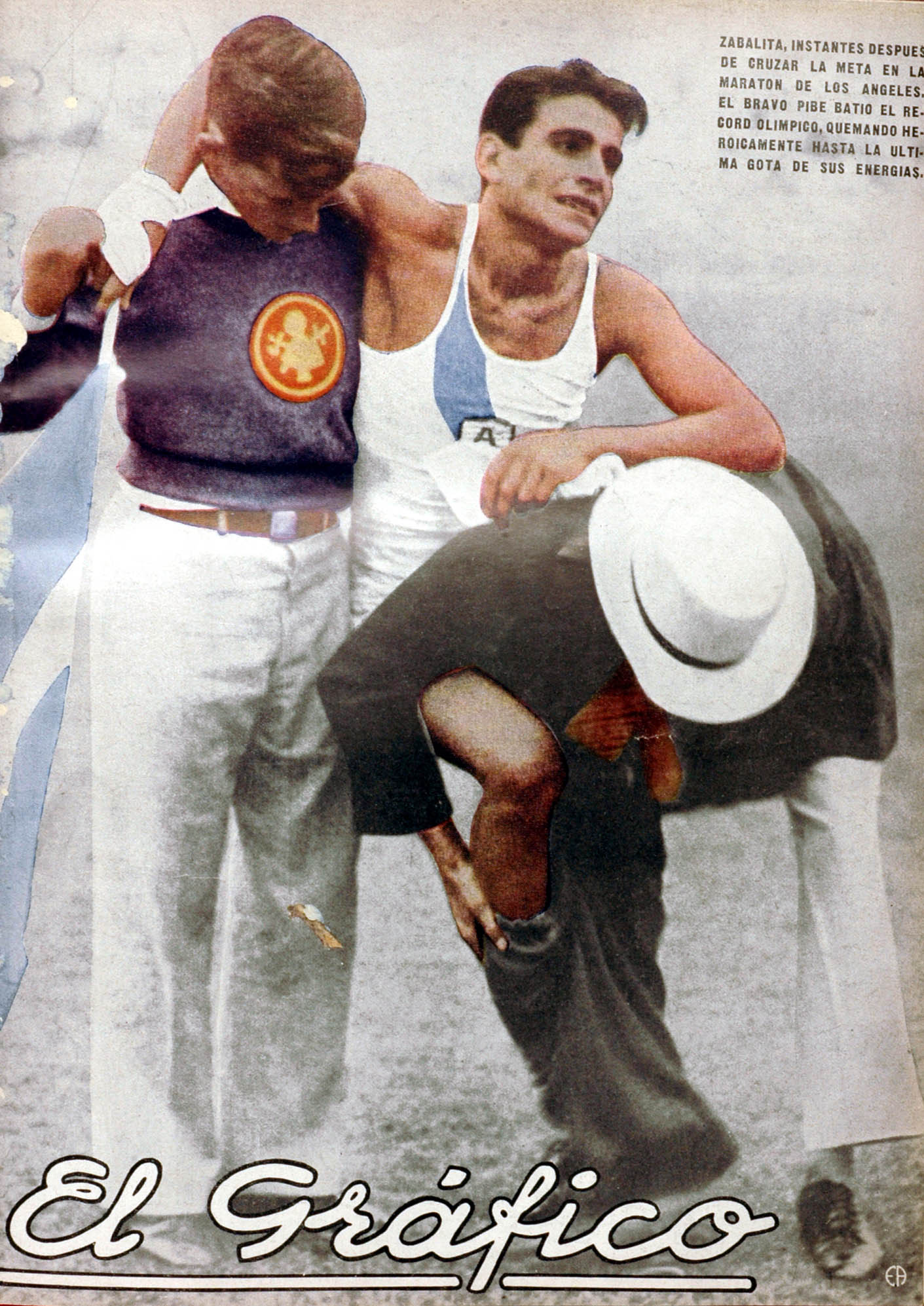
Foto colorizada de Zabala na revista El Gráfico logo após a vitória da maratona olímpica.

No começo de 1932 Zabala abaixou novamente seu recorde sul-americano dos 5000 m em Buenos Aires, 14:55, e ele e Stirling embarcaram para os Estados Unidos para fazerem a preparação para as Olímpiadas. Antes dos Jogos, Zabala participou de corridas em Nova York, Chicago e Los Angeles.
Zabala venceu a maratona dos Jogos Olímpicos derrotando fortes adversários da Finlândia, do Japão e da Grã-Bretanha com o tempo de 2:31:36, novo recorde olímpico. Aos 20 anos e 301 dias de idade, ele era, e ainda é, o mais jovem vencedor desta prova em Jogos Olímpicos.
Envolvido em controvérsias no ciclo olímpico seguinte, Zabala foi suspenso duas vezes em 1933 e 1934 e desligou-se de Sterling, passando a ser treinado pelo técnico alemão Arthur Lambert. Sob a orientação deste novo técnico, no começo de 1936 ele estabeleceu nova marca mundial para os 20 000 metros, 1:04:00, abaixando em 20s a marca anterior de Paavo Nurmi.
Zabala participou dos Jogos de Berlim 1936, onde chegou em sexto lugar nos 10 000 m  mas não completou a maratona, abandonando a prova exausto ao ser alcançado pelos adversários com 33 km percorridos, depois de liderar a corrida sozinho por quase todo o percurso.
Ele retirou-se do atletismo pouco depois e no começo dos anos 1940 casou-se com  Magdalena Lafrancone com quem teve três filhos, Juan Carlos, Ana María e Magdalena. Morreu em janeiro de 1983 no Hospital San Isidro, em Buenos Aires, cinco meses após a celebração do 50º aniversário de sua vitória em Los Angeles. Relatos de amigos dizem que ele caiu de uma escada ao tentar podar uma árvore.

## Homenagem
Em setembro de 2023, na presença de suas duas filhas ainda vivas e dois netos, Zabala foi homenageado com a World Athletics Heritage Plaque, instalada na própria Colônia Gutierrez e ao lado da pista onde ele treinava, ainda existentes. Também presentes à cerimônia estavam o filho de Delfo Cabrera, o segundo argentino a vencer uma maratona olímpica, em Londres 1948 e Frank Shorter, norte-americano campeão olímpico da maratona em Munique 1972. A placa, um selo redondo e dourado, é um reconhecimento fixado em local físico, concedido  pela World Athletics, a entidade máxima do esporte, por uma contribuição notável para a história mundial e o desenvolvimento do atletismo. Ela celebra e une competições, carreiras, performances, cidades, locais, pontos de referência e cultura icônicos e históricos do atletismo em todo o mundo.